# José Simeón Tejeda
José Simeón Tejeda Mares (Andaray, 1826 - Lima, 23 de agosto de 1873) fue un político y abogado peruano. Fue Ministro de Justicia e Instrucción del Perú en 1864 y Secretario del mismo portafolio entre 1865 y 1867, integrando el llamado «Gabinete de los Talentos», bajo la dictadura de Mariano Ignacio Prado y en pleno conflicto con España. Se contó entre los fundadores del Partido Civil. Presidió la Cámara de Diputados en 1872 y fue alcalde de Lima en 1873.

## Biografía

### Estudios
Sus padres fueron José Santos Tejeda y María Juliana Mares. Cursó sus estudios escolares en el Colegio Nacional de la Independencia Americana de Arequipa, pasando luego a la Universidad Nacional de San Agustín de dicha ciudad, donde se recibió de abogado el 8 de marzo de 1851. Obtuvo también un doctorado en Economía Política, ciencia que entonces era una novedad en el Perú.
Fue admitido como socio de número en la Academia Lauretana de Ciencias y Artes el 6 de agosto de 1852, ocasión en que leyó una memoria sobre la emancipación de la industria.
Simultáneamente se dedicó al periodismo, colaborando en el diario El Republicano.

### Político moderado
Su carrera política la inició en 1854, cuando se sumó a la revolución liberal que estalló en Arequipa contra el gobierno de José Rufino Echenique y que fue encabezada por el general Ramón Castilla. Tras el triunfo de esta revolución, ingresó a Lima junto a las fuerzas victoriosas, en enero de 1855.
Como político se distinguió por ser un moderado, nunca radical. Fue miembro de la Convención de 1855 por la provincia de Chumbivilcas entre 1855 y 1857 que, durante el segundo gobierno de Ramón Castilla, elaboró la Constitución de 1856, la sexta que rigió en el país. Tejeda ejerció la secretaria de este congreso así como su vicepresidencia.  Dicho cuerpo legislativo fue disuelto en 1857, luego de dar la  Constitución Liberal de 1856.
Fue uno de los socios fundadores del Club Nacional, establecido en Lima el 19 de octubre de 1855, y también uno de los fundadores del diario La Gaceta Judicial, cuyo primer número apareció el 15 de mayo de 1861.
Integró la comisión encargada de redactar los proyectos de Código Penal y de Procedimientos Penales, promulgados en 1863.
En 1864 fue elegido decano del Colegio de Abogados de Lima.

### Ministro de Justicia e Instrucción
Durante el gobierno del general Juan Antonio Pezet fue nombrado Ministro de Justicia e Instrucción, conformando el gabinete presidido por Manuel Costas, de 11 de agosto a 16 de octubre de 1864. Eran los días de la crisis internacional desatada por la agresión de la Escuadra Española del Pacífico.

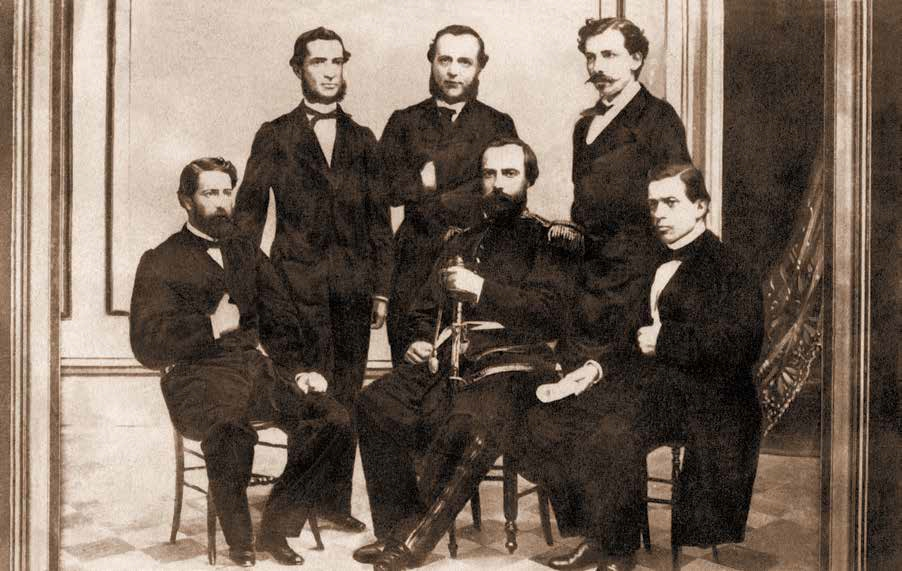
El Gabinete de los Talentos. 1865. Parados: José Simeón Tejeda (Justicia), José María Químper (Gobierno) y Manuel Pardo y Lavalle (Hacienda). Sentados: José Gálvez Egúsquiza (Guerra y Marina), Mariano Ignacio Prado (jefe supremo provisorio) y Toribio Pacheco y Rivero (Relaciones Exteriores).

Al organizarse el gobierno dictatorial del coronel Mariano Ignacio Prado, fue nuevamente convocado para hacerse cargo del portafolio de Justicia e Instrucción, esta vez bajo el título de Secretario (28 de noviembre de 1865). Este gabinete ha sido llamado por Basadre como el «de los talentos», pues todos sus integrantes eran destacados intelectuales.
Bajo dicho función, Tejeda planteó la reforma de la enseñanza universitaria. También se distinguió por sus innovaciones procesales y su acción laicizante de los bienes de las cofradías. Se mantuvo en el cargo hasta el 15 de febrero de 1867, cuando finalizó la dictadura, pero manteniéndose Prado como presidente provisorio. A pesar de que Prado quiso continuar con el mismo personal ministerial, debió nombrar otro gabinete, que sería apodado Tiberiópolis.

### Líder civilista

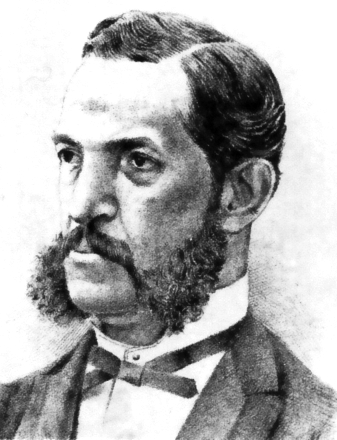
José Simeón Tejeda, según grabado de Evaristo San Cristóval.

En 1871 participó en la asamblea ciudadana en donde se fundó la Sociedad Independencia Electoral, que se convirtió en el Partido Civil, el mismo que lanzó la candidatura presidencial de Manuel Pardo y Lavalle, que resultaría triunfante. 
En 1872 fue nuevamente elegido diputado por la provincia de Condesuyos. En esa circunstancia tuvo que enfrentar la grave crisis política provocada por el rebelión de los coroneles Gutiérrez, que trajo consigo el atentado contra el Congreso y el asesinato del presidente José Balta.
Elevado a la presidencia de la cámara de diputados, colocó la banda presidencial a Manuel Pardo, en la solemne ceremonia de toma de mando realizada en el recinto parlamentario, el 2 de agosto de 1872.
Por votación popular llegó a ser alcalde de Lima en 1873, cargo desde donde se empeñó en difundir y cimentar la instrucción primaria.
En su calidad de importante dirigente del Partido Civil, se le veía como el sucesor de Manuel Pardo en la presidencia. Pero falleció repentinamente  el 23 de agosto de 1873, con apenas 47 años de edad.
Como muestra del aprecio popular, por suscripción pública se costeó un monumento a su memoria en Lima, que tenía esta leyenda grabada: «Al virtuoso y eminente ciudadano».

## Obra
- Emancipación de la Industria (1852), en donde se declara resueltamente partidario del libre ejercicio de la industria, defendiendo la separación entre el poder industrial y el poder político, pues consideraba a éste incompetente para dirigir a aquel. Según su punto de vista, era perjudicial la tendencia que buscaba reglamentar la industria.[3]